# Juliane Siebecke
Juliane Siebecke (* 2003) ist eine deutsche Schauspielerin.

## Leben und Wirken
Siebecke wurde mit dem Down-Syndrom geboren. Sie ist neben Anna Maria Sturm, Sebastian Ströbel und Benjamin Raue in der Rolle der Emma Rinaldi Hauptdarstellerin im ZDF-Zweiteiler Herzstolpern, der am 7. und 8. Mai 2023 im Abendprogramm des Senders ausgestrahlt wurde. Eine Nebenrolle spielte die Berlinerin im Drama Kein Wort. In der Reportagereihe Einfach Mensch, in der Menschen mit Behinderung und Sozial Benachteiligte ihre Geschichte erzählen, wurden Siebecke und ihr Kollege Benjamin Raue in der Folge vom 6. Mai 2023 porträtiert. Im Servicemagazin Volle Kanne interviewte Nadine Krüger die Schauspielerin gemeinsam mit Filmmutter Clelia Sarto.
Juliane Siebecke ist außerdem Ensemblemitglied des RambaZamba Theaters. In der Produktion Doña Rosita bleibt ledig oder Die Sprache der Blumen aus dem Jahr 2023 spielte sie ebenso eine Rolle wie im Klassenzimmertanzstück, einer inclusiven Tanzperformance zum Thema Mannsein / Frausein.

## Filmografie
- 2023: Herzstolpern – Aufbruch nach Italien (Fernsehfilm)
- 2023: Herzstolpern – Neustart ins Leben (Fernsehfilm)
- 2023: Einfach Mensch – Juliane Siebecke und Benjamin Raue. Wir lieben die Bühne!
- 2025: In aller Freundschaft: Dankbarkeit